# 嗜盐菌属
嗜盐菌属为盐厌氧菌科的一个属。该属的模式种为（Halocella cellulosilytica）。

## 下属物种
本属包括以下物种：
- Halocella cellulosilytica Simankova et al., 1994[1]，也拼作Halocella cellulolytica